# Jenna Coleman
Jenna Coleman (* 27. dubna 1986 Blackpool Lancashire), rodným jménem Jenna-Louise Coleman, je anglická herečka. Mezi její nejznámější role patří Clara Oswald v seriálu Pán času, Jasmine Thomas v seriálu Emmerdale a role Královny Viktorie v seriálu Viktorie.

## Život
Jejími rodiči jsou Karen a Keith Colemanovi. Narodila se v Blackpoolu v hrabství Lancashire, kde navštěvovala soukromou školu Arnold School, kde byla členkou divadelního kroužku. S ním také účinkovala na edinburském festivalu ve hře Crystal Clear, za kterou obdržela cenu.

## Kariéra
Svoji hereckou kariéru začala v mládí jako členka divadelního spolku In Yer Space. V roce 2007 byla nominována na cenu National Television Award v kategorii Nejpopulárnější nováček, téhož roku získala nominaci i na The British Soap Award (kategorie Nejlepší nováček). O dva roky později byla nominována na The British Soap Award v kategoriích Nejlepší ženský herecký výkon, Nejsvůdnější žena a Nejlepší dramatický výkon. Získala nominaci i na cenu TV Choice Award pro nejlepší herečku.
Díky svému výkonu v seriálu Emmerdale byla v roce 2007 kladně hodnocena kritikou, po čemž následovala nominace na National Television Awards. V roce 2009 hrála v seriálu Waterloo Road postavu Lindsay James. O dva roky později se představila jako Connie v americkém filmu Captain America: První Avenger. V minisérii Titanic ztvárnila Susan Brown, v krátkém filmu Imaginary Forces hrála Ellen. Od roku 2012 hraje Claru Oswald ve sci-fi seriálu Pán času. Roku 2013 se představila také v seriálu Dancing on the Edge (jako Rosie Williams), ve snímku The Five(ish) Doctors Reboot, kde hrála samu sebe, a v seriálu Death Comes to Pemberley (jako Lydia Wickham).

## Osobní život
. V roce 2012 byla čtenáři magazínu FHM zvolena v anketě „100 nejvíce sexy žen“ na 91. místo. O rok později se v téže anketě umístila na 61. příčce. V letech 2011 až 2015 tvořila pár s britským hercem Richardem Maddenem. Během natáčení seriálu Viktorie se seznámila s hercem Tomem Hughesem. Rozešli se v roce 2020. Od roku 2022 je jejím partnerem režisér Jamiem Childsem. V roce 2024 se jim narodilo jejich první dítě.

## Filmografie

### Televize
| Rok       | Název                          | Role               | Poznámky                               |
| --------- | ------------------------------ | ------------------ | -------------------------------------- |
| 2005–2009 | Emmerdale                      | Jasmine Thomas     | 168 epizod                             |
| 2009      | Waterloo Road                  | Lindsay James      | 9 epizod                               |
| 2012      | Titanic                        | Annie Desmond      | 4 epizody                              |
| 2012      | Místo nahoře                   | Susan Brown        | 2 epizody                              |
| 2012      | Pán času: Sněhuláci            | Clara Oswin Oswald | vánoční speciál                        |
| 2012–2015 | Pán času                       | Clara Oswald       | 7. řada, speciály z roku 2013, 8. řada |
| 2013      | Dancing on the Edge            | Rosie Williams     | 5 epizod                               |
| 2013      | Doctor Who Prom                | Clara Oswald/sebe  |                                        |
| 2013      | Doctor Who: The Ultimate Guide | Clara Oswald/sebe  |                                        |
| 2013      | The Five(ish) Doctors Reboot   | sebe               | 1 epizoda                              |
| 2013      | Death Comes to Pemberley       | Lydia Wickham      | 3 epizody                              |
| 2016      | Victoria                       | Královna Viktorie  | seriál, 3 série                        |

### Film
| Rok  | Název                          | Role          | Poznámky    |
| ---- | ------------------------------ | ------------- | ----------- |
| 2011 | Captain America: První Avenger | Connie        |             |
| 2012 | Imaginary Forces               | Ellen         | krátký film |
| 2016 | Než jsem tě poznala            | Katrina Clark |             |

### Videohry
| Rok  | Název                | Role                    | Poznámky                     |
| ---- | -------------------- | ----------------------- | ---------------------------- |
| 2010 | Xenoblade Chronicles | princezna Melia Antiqua | anglický dabing japonské hry |